# Eurypoda unicolor
Eurypoda unicolor là một loài bọ cánh cứng trong họ Cerambycidae.